# Línia evolutiva de Tyrogue
Aquesta línia evolutiva de Pokémon inclou Tyrogue, Hitmonlee, Hitmonchan i Hitmontop.

## Tyrogue
Tyrogue és una de les espècies que apareixen a la franquícia Pokémon. És de tipus lluita i evoluciona a Hitmonlee, Hitmonchan o Hitmontop.

## Hitmonlee
Hitmonlee és una de les espècies que apareixen a la franquícia Pokémon. És de tipus lluita i evoluciona de Tyrogue.

## Hitmonchan
Hitmonchan és una de les espècies que apareixen a la franquícia Pokémon. És de tipus lluita i evoluciona de Tyrogue.

## Hitmontop
Hitmontop és una de les espècies que apareixen a la franquícia Pokémon. És de tipus lluita i evoluciona de Tyrogue.